# Розтоки Долішні
Розтоки Долішні (пол. Roztoki Dolne) — давнє українське село на перетині етнічних українських територій Лемківщини і Бойківщини. Зараз знаходиться в Польщі, у гміні Балигород Ліського повіту Підкарпатського воєводства. Розташоване в пасмі гір Західних Бескидів, недалеко від кордону зі Словаччиною та Україною. Населення — 112 осіб (2011).

## Історія
Село було засноване до 1552 року на волоському праві і входила в склад володінь Балів. Стара назва — Розтоки. До 1772 року село належало до Сяноцькій землі Руського воєводства.
У 1772-1918 роках село було у складі Австро-Угорської монархії, у провінції Королівство Галичини та Володимирії. У 1888 році в селі були 31 будинок (3 у фільварку) та мешкало 227 осіб (175 греко-католиків, 21 римо-католик і 31 юдей).
У 1919-1939 роках село входило до Ліського повіту Львівського воєводства. 1921 року в селі було 38 будинків та мешкало 192 осіб (155 греко-католиків, 13 римо-католиків і 24 юдеї). На 01.01.1939 у селі було 290 жителів (250 українців-грекокатоликів, 20 українців-римокатоликів і 20 євреїв). Село належало до Ліського повіту Львівського воєводства.
Після Другої світової війни польська влада піддала українців етноциду. У 1946 році частину українців насильно виселено до СРСР, а решту українців у 1947 р. в ході операції Вісла депортовано на понімецькі землі Польщі.
У 1975-1998 роках село належало до Кросненського воєводства.

## Демографія
Демографічна структура станом на 31 березня 2011 року:
|          | Загалом | Допрацездатний вік | Працездатний вік | Постпрацездатний вік |
| -------- | ------- | ------------------ | ---------------- | -------------------- |
| Чоловіки | 61      | 15                 | 35               | 11                   |
| Жінки    | 51      | 10                 | 25               | 16                   |
| Разом    | 112     | 25                 | 60               | 27                   |

## Церква
З давніх часів збереглася дерев'яна церква Святого Архангела Михаїла з 1830 року. Належала до парафії в с. Мхава Балигородського деканату Перемиської єпархії. Після вигнання українських родин до СРСР з 1947 року використовується як римо-католицький костел. Навколо церкви — старий цвинтар.
У 1983 році будівлю було перебудовано і усунуто рештки іконостасу. Встановлено ґанок і дві вежі. На іконостасі всередині лівий значок — Мадонна з немовлям з XVII століття. Хор також зберігся.

## Сучасність
Сьогодні в селі проживає близько 120 осіб, які в основному зайняті в сільському господарстві і приймають туристів.